# Нортвест Харич (Масачусетс)
Нортвест Харич (енгл. Northwest Harwich) насељено је место без административног статуса у америчкој савезној држави Масачусетс.

## Демографија
По попису из 2010. године број становника је 3.929, што је 72 (-1,8%) становника мање него 2000. године.
| Група             | 2000.         | 2010.         |
| Белци             | 3.729 (93,2%) | 3.582 (91,2%) |
| Афроамериканци    | 46 (1,1%)     | 76 (1,9%)     |
| Азијати           | 3 (0,1%)      | 17 (0,4%)     |
| Хиспаноамериканци | 51 (1,3%)     | 61 (1,6%)     |
| Укупно            | 4.001         | 3.929         |